# Deilenaar
Deilenaar és una raça de conill originària dels Països Baixos. Els conills Deilenaar tenen el cos curt i compacte, amb un pes de 2.510–3.200 g. El pelatge és de color marró castany. No se sap exactament d'on ve la raça Deilenaar, però es creu que prové d'una mescla de les races tan i vermella de Nova Zelanda. La GWA Ridderhof de Deil, als afores d'Amsterdam, reconegué la raça l'1 de maig del 1940.

## Característiques
Els conills Deilenaar són moderadament actius i tenen un caràcter dòcil. El seu cos és fort i robust. És un bon animal de companyia.